# Meijerfeldt
Meijerfeldt är en adlig ätt med ursprung i Livland. Enligt släkttraditioner skall släkten ursprungligen härstamma från Westfalen och hetat Lingen von Meyerfeld. Äldste kände medlemmen var Johan Meijer som var kastellan i Riga 1510. Anders Meijer adlades i Sverige 1674 och introducerades på riddarhuset 1675 som adlig ätt nummer 864.
Johan Meijers son Johan August Meijerfeldt den äldre upphöjdes 1714 till greve och introducerades 1719 på riddarhuset som grevlig ätt nummer 59. Han bror Wolmar Meijerfeldt upphöjdes 1719 och upptogs 1720 på broderns namn och nummer, och därmed utslocknade den adliga ätten. Den grevliga ätten utslocknade 1800.

## Medlemmar av ätten
- Carl Fredrik Meyerfeldt
- Johan August Meijerfeldt d.ä.
- Johan August Meijerfeldt d.y.
- Wolmar Meijerfeldt